# La Fille de cuisine
La Fille de cuisine est un tableau réalisé en 1651 par le peintre néerlandais Rembrandt. Cette peinture à l'huile sur toile est le portrait en buste sur fond noir d'une jeune fille employée comme aide en cuisine. Vêtue de rouge, elle y figure accoudée dans l'encadrement de pierre d'une ouverture. L'œuvre est conservée depuis 1865 au Nationalmuseum, à Stockholm, en Suède.